# 奈何BOSS又如何
《奈何Boss又如何》（英語：Well-Dominated Love），是由華晨美創承製，改編自網路小说《獨愛天價暖妻》，由吴翔執導，宣璐、赵志伟、王倩、刘胤君、刘宥畅、金雯昕等主演的一部甜寵愛情偶像劇。該劇亦是2019年網劇《奈何BOSS要娶我》、2020年網劇《奈何BOSS要娶我2》的官方姐妹篇。該劇描述挑剔總裁嚴景致愛上臨時特助聶星辰的浪漫愛情故事。該劇於2020年6月10日在LINE TV、芒果TV播出。LiTV 線上影視全劇上架。

## 播放平台
| 頻道/影音              | 所在地   | 播出日期      | 播出時間                                                                   |
| ---------------------- | -------- | ------------- | -------------------------------------------------------------------------- |
| 芒果TV                 | 中国大陆 | 2020年6月10日 | 每周三周四20：00更新會員搶先看 6月19日起會員享付費超前點播每周五提速看更多 |
| LINE TV                | 臺灣     | 2020年6月10日 | 每周三周四24:00更新會員搶先看4集                                           |
| friDay影音             | 臺灣     | 2020年6月10日 | 每周三周四24:00更新                                                        |
| astro双星、astro双星HD | 马来西亚 | 2020年6月22日 | 每天 20:00 - 21:00                                                         |

## 劇情簡介
在初次見面時聶星辰就十分了解出了名難搞的老板嚴景致，在她的一次出擊下總裁的心就已被其抓住。是什麼讓初次見面的二人看似早已認識？在開始熱戀後，總裁卻接二連三地出現了問題，且看聶星辰如何見招拆招，用自己的古靈精怪重新俘獲總裁的心。

## 演員列表

### 主要演員
| 演員   | 角色   | 介紹 |
| 宣璐   | 聶星辰 | 遠達集團秘書→鉑爵集團首席秘書 職場裡可鹽可甜的滿分秘書(遠達集團)，之後轉到鉑爵集團擔任首席秘書，漂亮能幹又獨立，對待生活永遠擁有積極樂觀的態度。喜歡嚴景致，與他結婚過一生。                                                                                  |
| 趙志偉 | 嚴景致 | 鉑爵集團總裁 傲嬌且智商極高的霸道總裁(鉑爵集團)，患有“雙數”強迫症，工作上雷厲風行、生活中追求完美，同時也是無數少女心中的完美男神。有低血糖易暈機。因小時候目睹了母親輕生的一幕導致他每每與星辰有進一步的親密接觸時會暂时失憶。喜歡聶星辰，後與她結婚過一生。 |
| 王倩   | 甄念   | 女明星 光鮮亮麗的女明星，個性倔強又敏感，習慣用高傲隱藏真實的自己。曾喜歡嚴景致後來喜歡趙遠方。 |
| 刘胤君 | 趙遠方 | 遠達集團趙總→鉑爵集團趙總 玩世不恭的花花公子，總用瀟灑偽裝自己的真心。曾喜歡過星辰，後來喜歡甄念，曾和甄念求過婚三次，但被以為是演戲而拒絕。最後一集得到甄念認可答應求婚。                                                                                    |
| 刘宥畅 | 韓子遇 | 腦科醫生 帥氣的直男醫生，智商很高，但卻總修不滿「愛情學分」。知道嚴景致的所有戀愛過程，也是他的主治醫師。後來看到童欣身邊似乎有男朋友才開竅，與童欣告白，後來與童欣結婚。                                                                                     |
| 金雯昕 | 童欣   | 鉑爵集團總裁辦員工 實習生剛轉正的員工，常被黃主任叫“大腦袋”。永遠活力滿分的追星少女，個性率真又執著。原本以粉絲與偶像和韓醫生相處，但後來漸漸的喜歡韓子遇，後來與韓子遇結婚並懷孕。                                                                           |

### 其他演員
| 演員   | 角色       | 介紹                                                                     |
| 赵正阳 | 黃韜       | 鉑爵集團總裁辦的主任。                                                   |
| 梅妮莎 | 艾路       | 鉑爵集團的員工。                                                         |
|        | 金貝娜     | 鉑爵集團的前員工，身為緒輝地產的商業間諜陷害星辰將資料外洩而進入警察局。 |
|        | 金東旭     | 鉑爵集團的員工。喜歡艾路。                                               |
| 何星禹 | 孫陽       | 鉑爵集團的員工。喜歡星辰。                                               |
| 易照博 | 聶父       | 聶星辰的爸爸。                                                           |
| 郝文婷 | 聶母       | 聶星辰的媽媽。                                                           |
| 李莎   | 葉景妍     | 嚴景致的媽媽，某一次因為和嚴爸爸吵架所以割腕，導致嚴景致有了心理障礙。   |
| 蔡綱   | 嚴父       | 嚴景致的爸爸，因為出車禍去世了。                                         |
| 王伟华 | 廖志高     | 嚴景致合作的公司老闆。                                                   |
| 鄭晓婉 | 廖夫人     | 廖志高的老婆，患有阿茲海默症，因出車禍去世。                             |
| 肖雨   | 白小喬     | 專業的醫生，從大學時期就很喜歡韓子遇。                                   |
| 陆忠   | 韓父       | 韓子遇的爸爸。                                                           |
| 方晓莉 | 韓母       | 韓子遇的媽媽。                                                           |
| 何倩影 | 小優       | 嚴景致和聶星辰的伴娘之一。                                               |
| 張零   | Hannah     | 嚴景致美國家的鄰居姊姊。                                                 |
| 丁寧   | 甄念經紀人 |                                                                          |
| 李元洁 | 顧總       | 亞泰科技公司總裁。                                                       |
| 冷海銘 | 劉總       | 曾與嚴景致一起競爭的公司，因抄襲而停止簽約。                             |
| 毕雪姣 | 女總監     |                                                                          |
| 苗存毅 | 物業       |                                                                          |
| 黃英   | 聶星辰奶奶 |                                                                          |

## 幕后製作
2019年11月28日，甜寵愛情偶像劇《奈何BOSS又如何》在中國長沙開機 。 1月16日，由芒果TV、銀河酷娛出品，華晨美創製作的甜寵愛情偶像劇《奈何boss又如何》在湖南長沙正式殺青。

## 電視劇歌曲
| 曲序 | 曲目                             |              | 作曲   | 演唱         |
| ---- | -------------------------------- | ------------ | ------ | ------------ |
| 1.   | 〈Say I love You〉（主題曲）     | 錢昱成       | 錢昱成 | 黎林添嬌     |
| 2.   | 〈夢醒時離開你的城市〉（片尾曲） | 謝琪         | 劉曉盈 | 王欣茹       |
| 3.   | 〈並非意外〉（插曲）             | 李文賢       | 甘虎   | 王子銘       |
| 4.   | 〈與彼此〉（插曲）               | 張馨         | 張馨   | 龐琪祥       |
| 5.   | 〈幸福的預兆〉（插曲）           | 曹敬鹏       | 曹敬鹏 | 栾貽澤、丁聰 |
| 6.   | 〈全心全意〉（插曲）             | 高瑩         | 高瑩   | 張宇俊如     |
| 7.   | 〈握手言和〉（插曲）             | 袁文睿、張暢 | 袁文睿 | 康青林       |

## 外部連結
- 奈何BOSS又如何的新浪微博
- 豆瓣电影上《奈何BOSS又如何》的資料 （简体中文）